# Barbenheimer
A Barbenheimer (másképp Oppenbarbie, Barbieheimer vagy Boppenheimer) egy internetes jelenség, amely azelőtt kezdett el terjedni, hogy két kasszasikerfilm, amelyet széles körben eltérő stílusúnak és tartalmúnak tartottak, egyidejűleg, 2023. július 21-én a mozikba kerüljön: a Barbie és az Oppenheimer.
A szó a filmek címének kombinációja. A Barbie – Greta Gerwig Barbie divatbabáról szóló fantasy vígjátéka – és az Oppenheimer – Christopher Nolan epikus életrajzi thrillere J. Robert Oppenheimer fizikusról, a második világháború alatt az első atomfegyvereket kifejlesztő Manhattan terv tudományos igazgatójáról szóló epikus életrajzi thrillere – közötti kontraszt az internethasználók komikus reakcióját váltotta ki.
A Polygon a két filmet "szélsőséges ellentétként" jellemezte, a Variety pedig "az év filmes eseményének" nevezte a jelenséget.

## Fordítás
Ez a szócikk részben vagy egészben  a   Barbenheimer című angol Wikipédia-szócikk ezen változatának fordításán alapul.  Az eredeti cikk szerkesztőit annak laptörténete sorolja fel. Ez a jelzés csupán a megfogalmazás eredetét és a szerzői jogokat jelzi, nem szolgál a cikkben szereplő információk forrásmegjelöléseként.